# San Lorenzo Cacaotepec
San Lorenzo Cacaotepec è un comune del Messico, situato nello stato di Oaxaca.